# Katja Neureuther
Katja Neureuther (* 15. Juni 1941 in Danzig; † 8. April 2019 in München; bürgerlich Helga Neureuther) war eine deutsche Schauspielerin, Regieassistentin und Regisseurin. Bis 1980 nutzte sie als Schauspielerin auch die Künstlernamen Katja Weigmann und Helga Weigmann.

## Leben
Katja Neureuther wurde in Danzig geboren. Ihre Ausbildung zur Schauspielerin erhielt sie an der Schauspielschule Zerboni. Bis 1975 spielte sie in vielen Fernseh- und Kinofilmen unter dem Namen Katja Weigmann mit. Unter anderem spielte sie Theater an der Münchener Volksbühne und der Lore-Bronner-Bühne.
Zwischen 1976 und 1980 war sie als Theaterregieassistentin am Hansa-Theater (Berlin) unter der Intendanz von Paul Esser tätig. Nach ihrer Heirat 1980 arbeitete sie als Regieassistentin und Regisseurin als Katja Neureuther.

## Filmografie (Auswahl)

### Schauspielerin
- 1968: Unser Doktor ist der Beste als Helga Weigmann
- 1969: Die Verdammten
- 1970: Wenn die tollen Tanten kommen
- 1970: Wenn du bei mir bist
- 1970: Musik, Musik – da wackelt die Penne
- 1972: Privatdetektiv Frank Kross (Fernsehserie)
- 1972: Die Geisha (Fernsehfilm)
- 1973: Fußballtrainer Wulff: Bestechung (Familienserie)
- 1973: Der Menschenfreund (Fernsehfilm)
- 1974: Autoverleih Pistulla (Fernsehserie), in Folge 12 im Nachspann als Katja Weigmann

### Regieassistenz
- 1976: Zwickelbach & Co. (Fernsehserie)
- 1977: Aus dem Logbuch der Peter Petersen (Fernsehserie)
- 1977: Bezauberndes Fräulein (Fernsehfilm)
- 1978: Kinderparty (Fernsehfilm)
- 1981: Kumpel mit Chauffeur (Fernsehserie)
- 1981: Die Laurents (Fernsehserie 10 Folgen)
- 1984: Bei Mudder Liesl (Fernsehserie 13 Folgen)
- 1991: Die glückliche Familie (Fernsehserie 7 Folgen)
- 1991: Spanien: Sprache, Land und Leute (Fernsehserie)
- 1991–1992: Alles Alltag (Fernsehserie 13 Folgen)
- 1995: Ein unvergessliches Wochenende am Tegernsee (Fernsehserie)
- 1995: Montagskinder (Regieassistenz bei 11 Folgen)
- 1996: Der Komödienstadel: Zur Ehe haben sich versprochen (Fernsehfilm)
- 1997: Ein Traum von Hochzeit (Fernsehfilm)
- 1999: Boulevard Berlin (Fernsehfilm)
- 1999: Ein Fall für zwei (Fernsehserie)

### Regie
- 1995: Montagskinder: Rainer und Angelika
- 1995: Montagskinder: Das andere Kind